# Station Ardrossan South Beach
Ardrossan South Beach is een station van National Rail in North Ayrshire in Schotland. Het station is eigendom van Network Rail en wordt beheerd door ScotRail. 